# Sint-Theresiakerk (Slypskapelle)

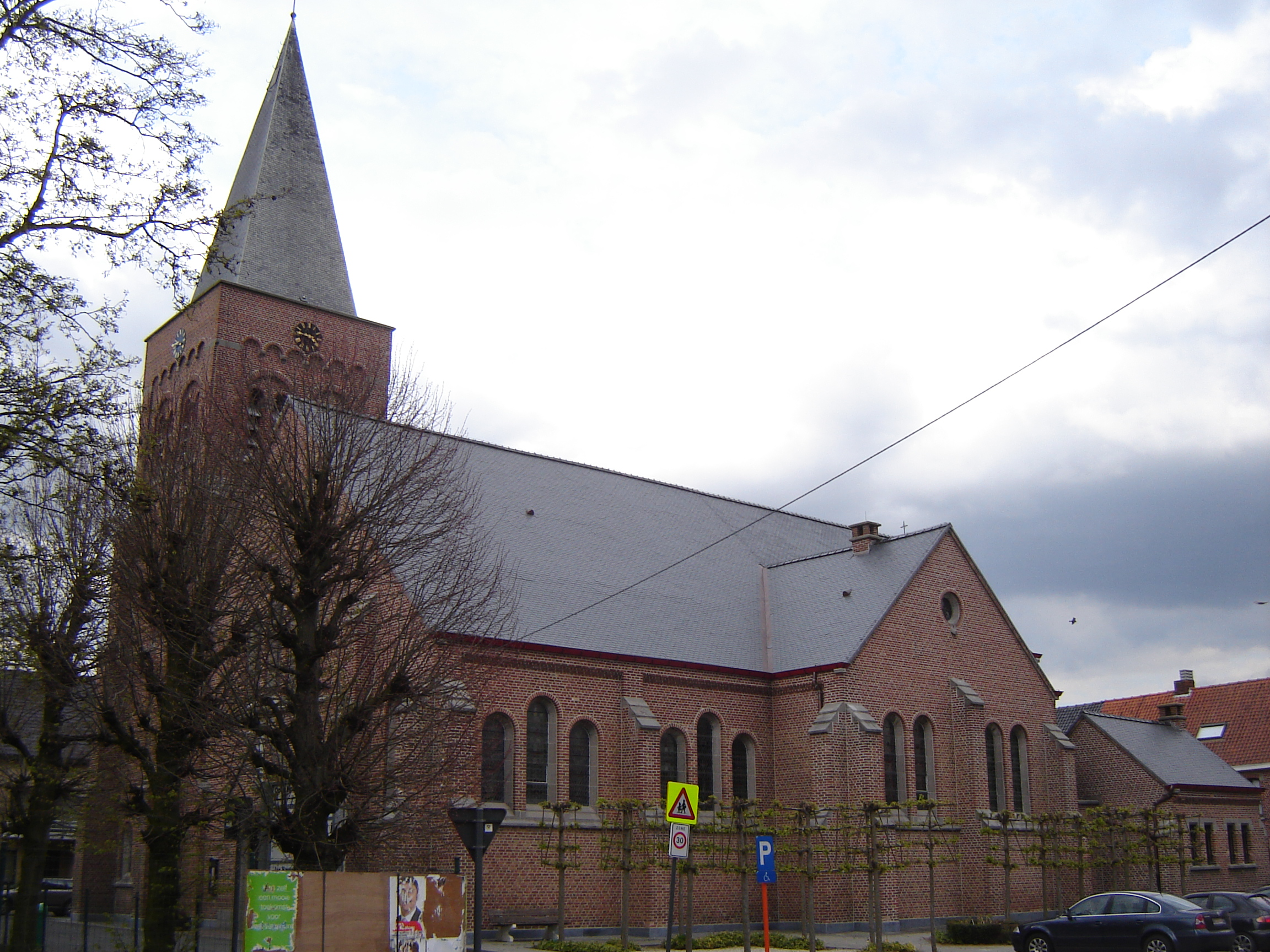
Sint-Theresiakerk

De Sint-Theresiakerk is de parochiekerk van de tot de West-Vlaamse gemeente Moorslede behorende plaats Slypskapelle, gelegen aan het Dorpsplein Slyps.

## Geschiedenis
Oorspronkelijk stond hier een simpel eenbeukig kerkje met dakruiter, vermoedelijk gebouwd in de jaren '80 van de 18e eeuw. De huidige kerk werd gebouwd van 1930-1931 naar ontwerp van Aimé Latte uit Kortrijk.

## Gebouw
Het betreft een neoromaanse bakstenen kruiskerk met naastgebouwde noordwesttoren welke vier geledingen en een tentdak heeft. De kerk heeft een brede middenbeuk en smalle zijbeuken.

## Interieur
De kerk bezit een kruisbeeld uit het 4e kwart van de 18e eeuw. Het orgel is van 1760 en werd vervaardigd door A.J. Berger. Het heeft dienst gedaan in de Abdij van Steenbrugge en werd in 1933 in de Sint-Theresiakerk geplaatst. Twee glas-in-loodramen zijn van 1931 respectievelijk 1933.